# Communauté de communes de la Mortagne
La communauté de communes de la Mortagne (CCM) est une ancienne communauté de communes française, située dans le département de Meurthe-et-Moselle en région Grand Est, faisant également partie du pays du Lunévillois.

## Histoire
La « Communauté de communes de la Mortagne » a été créée le 1er janvier 2004, par arrêté préfectoral du 27 novembre 2003.
Au 1er janvier 2017, la communauté de communes de la Mortagne disparaît pour former la communauté de communes du Territoire de Lunéville à Baccarat et la communauté de communes Meurthe, Mortagne, Moselle.

## Composition
Cette communauté de communes est composée des 17 communes suivantes :
| Nom                 | Code Insee | Gentilé        | Superficie (km2) | Population (dernière pop. légale) | Densité (hab./km2) |
| ------------------- | ---------- | -------------- | ---------------- | --------------------------------- | ------------------ |
| Gerbéviller (siège) | 54222      | Gerbévillois   | 23,94            | 1 347 (2014)                      | 56                 |
| Essey-la-Côte       | 54183      |                | 6,60             | 85 (2014)                         | 13                 |
| Fraimbois           | 54206      | Fraimboisiens  | 15,02            | 386 (2014)                        | 26                 |
| Franconville        | 54209      | Franconvillois | 4,56             | 66 (2014)                         | 14                 |
| Giriviller          | 54228      |                | 7,71             | 73 (2014)                         | 9,5                |
| Haudonville         | 54255      |                | 7,46             | 89 (2014)                         | 12                 |
| Lamath              | 54292      |                | 5,60             | 190 (2014)                        | 34                 |
| Magnières           | 54331      | Magnièrois     | 11,58            | 304 (2014)                        | 26                 |
| Mattexey            | 54356      |                | 4,97             | 63 (2014)                         | 13                 |
| Moriviller          | 54386      |                | 7,24             | 101 (2014)                        | 14                 |
| Moyen               | 54393      | Ménoviciens    | 23,57            | 526 (2014)                        | 22                 |
| Remenoville         | 54455      | Remenovillois  | 8,46             | 171 (2014)                        | 20                 |
| Seranville          | 54501      |                | 5,37             | 96 (2014)                         | 18                 |
| Vallois             | 54543      |                | 7,27             | 145 (2014)                        | 20                 |
| Vathiménil          | 54550      |                | 12,30            | 351 (2014)                        | 29                 |
| Vennezey            | 54561      |                | 3,43             | 55 (2014)                         | 16                 |
| Xermaménil          | 54595      |                | 10,84            | 553 (2014)                        | 51                 |

## Administration
Le conseil communautaire est composé de 39 délégués, dont 3 vice-présidents.
| Période      | Période   | Identité           | Étiquette | Qualité                         |
| ------------ | --------- | ------------------ | --------- | ------------------------------- |
| janvier 2004 | mars 2008 | Jean-Marie Gravier |           | Maire d'Haudonville (1983-2008) |
| mars 2008    | En cours  | François Genay     |           | Maire d'Fraimbois (depuis 1986) |